# Пшедмесьце-Чудецьке
Пшедмесьце-Чудецьке (пол. Przedmieście Czudeckie) — село в Польщі, у гміні Чудець Стрижівського повіту Підкарпатського воєводства.
Населення — 1895 осіб (2011).
У 1975-1998 роках село належало до Ряшівського воєводства.

## Демографія
Демографічна структура станом на 31 березня 2011 року:
|          | Загалом | Допрацездатний вік | Працездатний вік | Постпрацездатний вік |
| -------- | ------- | ------------------ | ---------------- | -------------------- |
| Чоловіки | 939     | 225                | 625              | 89                   |
| Жінки    | 956     | 208                | 540              | 208                  |
| Разом    | 1895    | 433                | 1165             | 297                  |